# Dilated Peoples
Dilated Peoples ist eine 1992 gegründete Hip-Hop-Gruppe aus Los Angeles, USA. Sie besteht aus Evidence, der als Rapper und Produzent fungiert, dem Rapper Rakaa Iriscience und DJ Babu, der auch Mitglied der Beat Junkies ist.
Sie sind vor allem im Underground Hip Hop bekannt, Bekanntheit im Mainstream aber gab es bis auf den Song This Way, eine Zusammenarbeit mit Kanye West, kaum.

## Karriere
1992 nahmen sie das Album Imagery, Battle Hymns & Political Poetry auf, welches aber nie regulär veröffentlicht worden ist und nur als Bootleg zu finden ist.
Im Jahr 2000 veröffentlichten sie das Album The Platform, nachdem sie einen Vertrag mit Capitol Records unterschrieben. Im darauffolgenden Jahr wurde Expansion Team herausgebracht, welches den von Alchemist produzierten Song, Worst Comes to Worst beinhaltete.
Ihr drittes Album, Neighborhood Watch wurde 2004 veröffentlicht und beinhaltete die zwei Singles This Way mit Kanye West und Who’s Who, welches unter anderem im Need-for-Speed:-Underground-Soundtrack zu hören war.
Ihr Album 20/20 wurde 2006 veröffentlicht und beinhaltete unter anderem die Single Back Again, die von The Alchemist produziert wurde und auch im Soundtrack zum Videospiel Fight Night Round 3, zu hören war. Der Name Dilated Peoples (zu Deutsch „erweiterte Völker/Menschen“) rührt daher, dass ihr Name zuerst „Dilated Pupils“ (erweiterte Pupillen) war, welchen sie aber auf Grund eines Streits um die Urheberrechte dieses Namens ablegen mussten.

## Diskografie

### Alben
- 1995: Imagery, Battlehymns & Political Poetry
- 2000: The Platform
- 2001: Expansion Team
- 2004: Neighborhood Watch
- 2006: 20/20
- 2007: The Release Party (DVD)
- 2014: Directors of Photography

### Singles
- 1997: Third Degree (feat. Defari)
- 1998: Work the Angles
- 2000: No Retreat (feat. B-Real)
- 2000: The Platform
- 2001: Worst Comes to Worst (feat. Guru)
- 2002: Downtown
- 2004: This Way (feat. Kanye West)
- 2004: Love & War
- 2005: Back Again
- 2006: You Can’t Hide, You Can’t Run
- 2007: Spit It Clearly
- 2014: Good as Gone
- 2014: Show Me the Way

### Soloalben
- 2005: Likwit Junkies LP (DJ Babu & Defari)
- 2007: The Weatherman LP (Evidence)
- 2008: The Layover EP (Evidence)
- 2010: Crown of Thorns (Rakaa Iriscience)
- 2011: Cats & Dogs (Evidence)
- 2013: Lord Steppington (Alchemist & Evidence)
- 2018: Weather or Not (Evidence)
- 2021: Unlearning Vol.1 (Evidence)

### Features
- Goons Stampede feat. Rakaa (Dilated Peoples), Reks & Sicknature auf dem Album The Trojan Horse von den Snowgoons ’09